# ایران (گروه موسیقی)
ایران نام گروه موسیقی اکسپریمنتال راک نیویورکی است که توسط کارگردان/خواننده/آهنگ‌نویس آرون آیتس و کایپ مالونه از گروه تی‌وی آن د ریدیو و در سال ۲۰۰۰ تشکیل شد.دیگر اعضای گروه بعد از هر آلبوم تغییر می‌کنند.

## آلبوم‌ها
- Iran – (۲۰۰۰)
- The Moon Boys – (۲۰۰۲)
- Untitled – (۲۰۰۳)
- Dissolver – (۲۰۰۹)